# Ceratomerus deansi
Ceratomerus deansi är en tvåvingeart som beskrevs av Adrian R.Plant 1995. Ceratomerus deansi ingår i släktet Ceratomerus och familjen Brachystomatidae. Inga underarter finns listade i Catalogue of Life.